# Оберхоф (санно-бобслейная трасса)

Карта трасс

Санно-бобслейная трасса Оберхоф — санно-бобслейная трасса, расположенная в городе Оберхофе в Германии.

## История
Санно-бобслейная трасса Оберхоф была открыта в 1905 году. В 1931 году на объекте прошел первый в истории чемпионат мира по бобслею и скелетону среди двоек, выигранный немцами Ганнсом Килианом и Себастьяном Хубером. После Второй мировой войны Оберхоф оказался на территории ГДР. После достижений восточногерманских спортсменов на чемпионатах мира по санному спорту правительство ГДР приняло решение построить в Оберхофе железобетонную трассу с искусственным охлаждением для круглогодичного использования. В 1969 году было принято решение о строительстве постоянного объекта в Оберхофе. Трасса была завершена в 1971 году, а в следующем году прошли испытания Кубка мира. С тех пор на трассе проводились соревнования Кубка мира, в основном по санному спорту, хотя также проводились соревнования по бобслею (1974 г., двойки) и скелетону (1993 г.).

### Международные соревнования
Санно-бобслейная трасса Оберхоф четыре раза принимала чемпионат Европы по санному спорту (1979, 1995, 2004, 2013), три раза — чемпионат мира по санному спорту (1973, 1985, 2008) и один раз — чемпионат мира по бобслею и скелетону (1931).

### Реконструкции
В Оберхофе было проведено несколько реконструкций: в 1996 году была проведена полная реконструкция трассы, в 2002 году была установлена новая система аммиачного охлаждения и 14-й поворот был изменен из соображений безопасности, в 2006 году были построены новые комнаты хранения оборудования, а 7-й поворот был изменен из соображений безопасности. В 2020 году санно-бобслейный центр был снова реконструирован: была отремонтирована крыша, а также была изменена планировка кривых. Стоимость последней реконструкции составила 4,6 млн €.

## Статистика
Общая длина трассы составляет 1354,5 метра. Перепад высот составляет 96,37 метра,
| Спортивная дисциплина                                                           | Длина (метры) | Повороты |
| ------------------------------------------------------------------------------- | ------------- | -------- |
| Санный спорт (мужчины, одиночки), скелетон (мужчины), бобслей (мужчины, двойки) | 1069,70       | 14       |
| Скелетон (женщины), санный спорт (женщины, одиночки; мужчины, двойки)           | 945,60        | 11       |
| Санный спорт (юниоры), скелетон (юниоры)                                        | 665,40        | 7        |

Единственные названные кривые — это «S-Kombination» (с нем. — «S-комбинация») — повороты с восьмого по одиннадцатый, и «Zielkurve» (с нем. — «финишная кривая») — четырнадцатый поворот.
| Спортивная дисциплина            | Запись          | Спортсмен(ы), страна                         | Дата              | Время (секунды) |
| -------------------------------- | --------------- | -------------------------------------------- | ----------------- | --------------- |
| Бобслей (мужчины, двойки)        | Время на финише | Вольфганг Хоппе и Богдан Мусиол ( ГДР)       | 1988 г.           | 44,62           |
| Санный спорт (мужчины, одиночки) | Время на старте | Давид Меллер ( Германия)                     | 27 января 2008 г. | 8,199           |
| Санный спорт (мужчины, одиночки) | Время на финише | Феликс Лох ( Германия)                       | 27 января 2008 г. | 44,996          |
| Санный спорт (женщины, одиночки) | Время на старте | Натали Гейзенбергер ( Германия)              | 25 января 2008 г. | 7,995           |
| Санный спорт (женщины, одиночки) | Время на финише | Татьяна Хюфнер ( Германия)                   | 16 января 2010 г. | 42,920          |
| Санный спорт (мужчины, двойки)   | Время на старте | Тобиас Вендль и Тобиас Арльт ( Германия)     | 16 января 2010 г. | 7,755           |
| Санный спорт (мужчины, двойки)   | Время на финише | Андре Флоршютц и Торстен Вюстлих ( Германия) | 16 января 2010 г. | 42,717          |